# Rod Humble

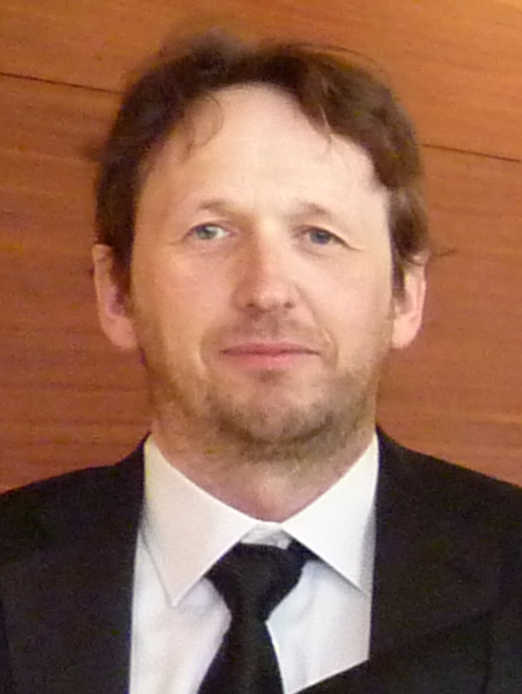
Rod Humble, 2011

Rodvik „Rod“ Humble (* 1. Juni 1964) ist ein US-amerikanischer Spieleentwickler und Manager. Unter anderem war er CEO des US-Softwareunternehmens Linden Lab sowie Vize-Präsident des Computerspiel-Herstellers Electronic Arts.

## Karriere
Humble ist seit 1990 Spieleentwickler, vor allem bekannt geworden für seine Arbeit bei Electronic Arts, wo er als Chef des Labels EA Play die Entwicklung von Die Sims 2 und Die Sims 3 leitete. Zuvor arbeitete unter anderem er bei Virgin Interactive und Sony Online Entertainment, wo er an der Entwicklung des Online-Rollenspiels EverQuest beteiligt war. Rod Humble entwickelt außerdem experimentelle eigene Spiele wie The Marriage, Stars Over Half Moon Bay und Last Thoughts of the Aurochs.
Am 23. Dezember 2010 gab Linden Lab, Betreiber der virtuellen Welt Second Life, bekannt, dass Humble ab Januar 2011 die Position des CEO des Unternehmens übernehmen werde. Im Januar 2014 wurde bekannt, dass Humble das Unternehmen wieder verlassen habe.
2019 gab Paradox Interactive bekannt, dass Rod Humble die Leitung des neuen internen Videospielstudios Paradox Tectonic übernehmen werde. Im Rahmen dieser Tätigkeit kündigte er im März 2023 das Videospiel Life by You an, welches dem Genre der Lebenssimulation zuzuordnen ist.